# Slaget vid Gettysburg
Slaget vid Gettysburg utkämpades 1-3 juli 1863. Slaget var det blodigaste under det amerikanska inbördeskriget och nämns ofta, tillsammans med Vicksburgs kapitulation, som krigets vändpunkt. Det är också känt för det tal som USA:s president Abraham Lincoln höll efter slaget, Gettysburgtalet.

## Bakgrund
Efter sina segrar vid Fredericksburg och Chancellorsville ledde general Robert E. Lee sin "Army of Northern Virginia" in på Federalt territorium.

## Slagets förlopp

### 1 juli

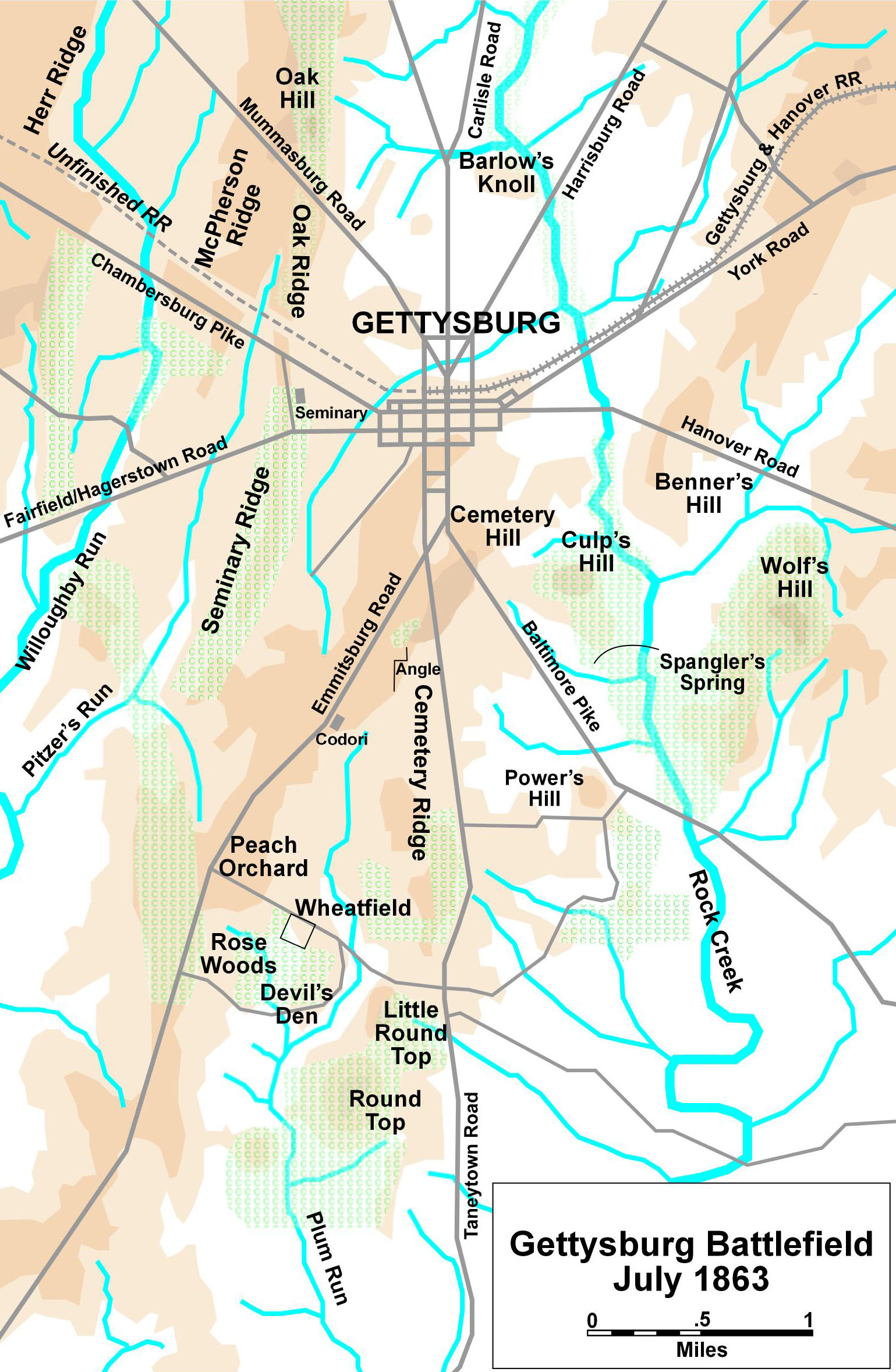
Gettysburg med omgivningar.

John Bufords nordstatskavalleri upptäckte sydstaternas infanteri. Han insåg snabbt att staden Gettysburg skulle komma att bli slagfältet då alla vägar ledde dit. Både USA:s och CSA:s styrkor var utspridda då de sökte efter varandra. Buford satte upp en försvarslinje vid McPerson Ridge för att inte ge konfederationen höjderna Culp's Hill och Cemetery Ridge åt sydost, som var lättare att försvara.
Striden började med att federalt artilleri besköt sydstatsinfanteriet som leddes av general Hill. Sydstatstrupperna samlade sig och gjorde ett anfall som misslyckades då de överraskades av fientliga förstärkningar, general Reynolds första kår. General Reynold dödades under anfallet av ett skott bakom det högra örat och general Abner Doubleday övertog befälet. Konfederationen samlade sig och satte upp artilleri som leddes av general Heth. Sydstaterna fick förstärkning av general Ewell som därefter anföll McPerson Ridge från tre håll (generalerna Ewell, Heth och Hill ledde anfallet). Nordstaterna retirerade mot själva staden, men lyckades bilda en försvarsställning på Cemetery Ridge, där det fanns en stenmur. 
General James Longstreet anlände till slagfältet men deltog inte i striderna den första dagen.

### 2 juli
Två viktiga höjder på slagfältet var Little round top och Big round top, som utgjorde den yttersta federala vänsterflanken. Detta förstod nordsidan, som snabbt placerade trupper på Little Round Top, eftersom man härifrån kunde beskjuta hela slagfältet med artilleri. Hårda strider utkämpades på kullarna när Texas- och Alabamaregementen från general John Bell Hoods division anföll den för att på så sätt överflygla den federala ställningen men nordsidan höll sin försvarslinje. Under försvaret fick det tjugonde Maineregementet slut på ammunition och dess befälhavare, överste Joshua Chamberlain, beordrade då ett berömt bajonettanfall nedför kullen som drev tillbaka de konfederala styrkorna. 
Nordstaterna hade koncentrerat sina trupper till kullarna och nästan glömt bort högerflanken vid kyrkogården och Culp’s Hill, där sydstatarna nu anföll. De federala led stora förluster och general Winfield Scott Hancock satte då i panik in reserver från det Första Minnesotaregementet för att stoppa anfallet tills han kunde förstärka försvarslinjen. Minnesotaregementet slogs tappert och deras överraskande motanfall slog tillbaka sydstatarna så att man lyckades stoppa deras anfall, men regementet hade lidit mycket stora förluster, ty 82 procent var döda eller sårade.

### 3 juli

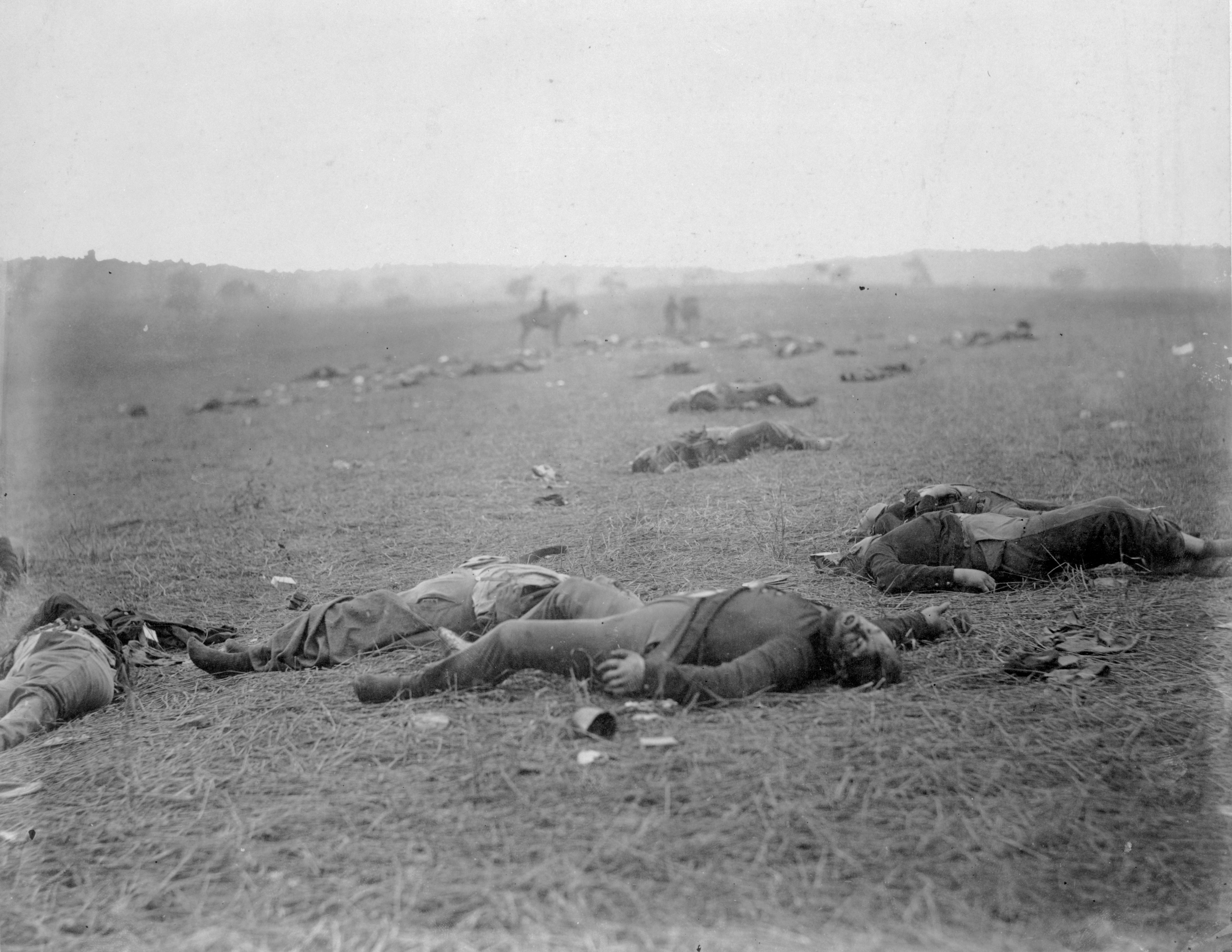
Bilden tagen efter Picketts attack.

General James Longstreet ledde ett motanfall som beordrats av general Lee. Slagets klimax blev ett sydstatsanfall som blev känt som Picketts attack. General Picketts division anföll Potomac-arméns center men blev sönderslagen. Det var den sista dagen av slaget vid Gettysburg. Anfallet skulle gå mot general George E. Meades nordstyrkor vid Cemetery Ridge. James Longstreet var emot anfallet och försökte under natten övertala Lee att i stället överflygla den federala armén och därmed placera en styrka mellan Meade och Washington, men utan framgång. Meade hade förutspått vad Lee skulle göra då han den 2 juli anföll Meades båda flanker utan framgång och kunde då förstärka sin center.
Striden började klockan ett på eftermiddagen med att 138 kanoner besköt Cemetery Ridge i två timmar. När anfallet började marscherade cirka 15 000 man på öppen mark mot nordstatsstyrkans front och blev hela tiden beskjutna av artilleri. Sträckan tog 15 minuter eftersom man inte kunde gå för fort fram, då trupperna i annat fall skulle vara uttröttade och utspridda då de kom fram. På vänster sida anföll Pettigrew och Trimble trupper och till höger Picketts. Striden började bra för sydsidan. De lyckades ta sig över stenmuren och slå tillbaka försvararna. Men de hamnade i en fälla då framryckningen medförde att man fick nordstatsstyrkor mot sig både från högerflanken och vänsterflanken. När man nådde nästa försvarslinje innebar det att man blev anfallen från tre håll. Det hela slutade i ett blodbad där 1 800 nordstatssoldater dog eller sårades. Konfederationen hade förlorat över hälften av anfallsstyrkan.
I ett försök att angripa nordsidan bakifrån hade Jeb Stuarts kavalleri gått runt dennas högerflank, men möttes av George Armstrong Custer kavalleri, som tvingade honom att retirera. General Lee såg efter detta slaget förlorat.

### 4 juli
Lees armé började dra sig tillbaka mot Virginia. Nordsidan anföll inte, utan höll försvarslinjen.

## Efter slaget
Efter slaget höll president Abraham Lincoln ett av historiens mest kända tal, Gettysburgtalet, när soldatkyrkogården invigdes 19 november 1863 på Cemetery Ridge, den plats där nordstaternas försvarslinje hade stått.